# Hæmostase
Hæmostase er fællesbetegnelsen for de processer i kroppen som permanent kan stoppe en indre eller ydre blødning som følge af en skade på en blodåre. Der er en kompliceret proces, der følger en række trin, hvor hvert trin bygger på det foregående.
Det første trin, der også kaldes den primære hæmostase består i en sammentrækning af blodåren omkring skadestedet hvorefter blodpladerne danner en prop, som dækker skadestedet. Dette efterfølges af den sekundære hæmostase, der også er kendt som koagulation. Heri indgår en kaskade af kemiske processer, der involverer et antal proteiner som findes i blodet, som tilsammen medfører at blodet danner en blodstørkning (el. koagel), som forstærker den prop som blodpladerne indledningsvist etablerede. Hele processen afsluttes med fibrinolysen, som er den proces hvorunder koaglet (blodstørkningen) nedbrydes, så blodet atter kan flyde som normalt i blodåren.
Blødersygdommen Hæmofili skyldes blodets manglende evne til hæmostase, som kan reetableres ved hjælp af medicin.
| Lægevidenskab | Spire Denne artikel om lægevidenskab er en spire som bør udbygges. Du er velkommen til at hjælpe Wikipedia ved at udvide den. |

## Dissemineret intravaskulær koagulation
DIC er oftest akut, og kræver behandling forholdsvist hurtigt. Tilstanden kan opstå på mange måder, men nogle af hovedårsagerne er sepsis, infektioner, og traumer, som så kan stimulere koagulationsprocessen gennem prokoagulanter. Nogle eksempler på disse stoffer kunne være, vævsfaktor, lipopolysaccharider, og enzymer der aktiverer koagulationsfaktorer.

På systemisk plan kan tilstanden føre til organskade, på grund af manglende blodforsyning, forårsaget af blodpropper. Behandlingen består i at behandle den underliggende årsag til tilstanden.